# 薩繆爾·康納德
薩繆爾·康納德 第一代康納德男爵（英語：Sir Samuel Cunard, 1st Baronet，1787年11月21日—1865年4月28日），加拿大人，是英国的航运巨头，他创立了冠達郵輪航运公司，建立起第一条横跨大西洋的航线。